# Игольчатый экран
Игольчатый экран — техника анимации, изобретённая в 1931 году Александром Алексеевым (патент № 387554 от 11 июля 1935 года).

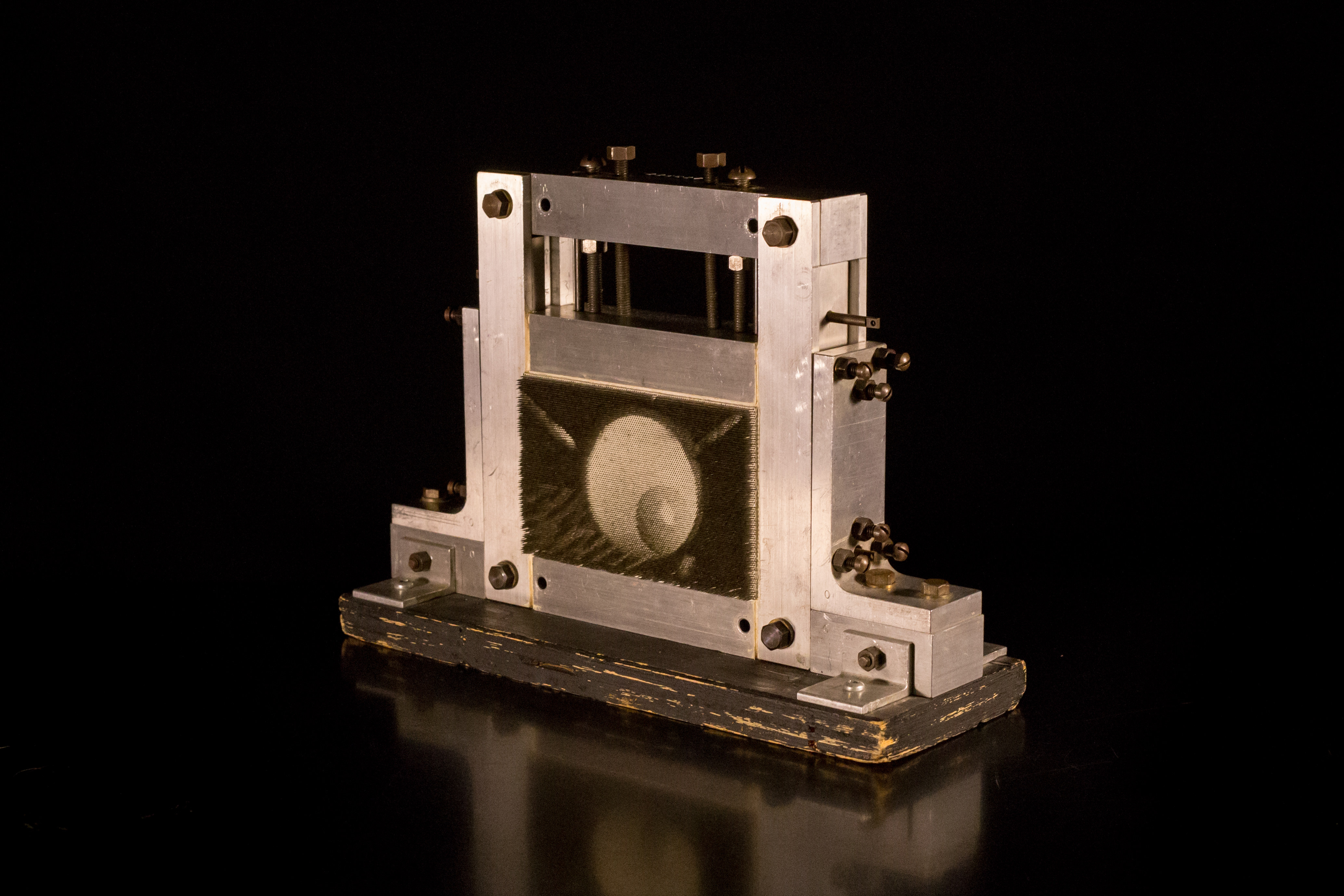
Игольчатый экран (Baby Screen)

Игольчатый экран представляет собой вертикальную плоскость, через которую проходят равномерно распределённые длинные тонкие иглы. Иглы могут перемещаться перпендикулярно плоскости экрана. Число игл может быть от нескольких десятков тысяч до миллиона. Иглы, обращенные остриём к объективу, не видны, но неравномерно выдвинутые иглы отбрасывают тени разной длины. Если выдвинуть их — картинка темнеет, если втянуть — светлеет. Полностью втянутые иглы дают белый лист без теней. Изображение получается перемещением источника света и движением игл.
Сегодня в технике игольчатого экрана работал ученик А. Алексеева канадский мультипликатор Жак Друэн (Jacques Drouin) — «Пейзаж мысли», «Отпечатки», «Урок охоты».

## Фильмы, выполненные в данной технике
- Ночь на Лысой горе (1933)
- Нос (1963)
- Картинки с выставки (1972)
- Три темы (1980)
- Зимние дни (2003)